# Amt Nord-Rügen
Amt Nord-Rügen – niemiecki związek gmin leżący w kraju związkowym Meklemburgia-Pomorze Przednie, w powiecie Vorpommern-Rügen. Siedziba urzędu znajduje się w miejscowości Sagard. Najbardziej na północ wysunięty urząd kraju związkowego.
W skład związku wchodzi osiem gmin:
1. Altenkirchen
2. Breege
3. Dranske
4. Glowe
5. Lohme
6. Putgarten
7. Sagard
8. Wiek